# Erich Schanko
Erich Schanko, né le 4 octobre 1919 à Dortmund et mort le 14 novembre 2005 à Kamen, était un footballeur allemand. 14 sélections en équipe d'Allemagne entre 1951 et 1954.

## Palmarès
- Championnat d'Allemagne : 1956 et 1957